# Pillsbury Company
Pillsbury es una empresa y marca de  productos de repostería y pastelería y harina para pasteles de General Mills, (de Minneapolis) y J.M Smuckers Company (de Orrville).
Históricamente, la Pillsbury Company, también con sede en Minneapolis, era una empresa rival de General Mills, y fue uno de los mayores productores mundiales de producots derivados de cereales y otros alimentos hasta que fue comprada por General Mills en 2001. Las leyes antimonopolio requirieron a General Mills que vendiese algunas de sus fábricas. General Mills mantuvo los derechos sobre los productos refrigerados y congelados, secos, Pillsbury, mientras que los productos de panadería y glaseado se vendieron a Smucker bajo licencia.
Leo Burnett, que creó los personajes Pillsbury Doughboy y Jolly Green Giant les considera dos de los principales iconos de marca creados por su agencia.

## Historia

### Fundación y primeros años de desarrollo
El C.A. Pillsbury y la empresa fue fundada en 1872 por Charles Alfred Pillsbury y su tío John S. Pillsbury. La compañía fue la primera en los Estados Unidos en el uso de rodillos de acero para la molienda de granos. El producto final requiere de transporte, por lo que Pillsburys ayudó a financiar el desarrollo del ferrocarril en Minesota.
En 1889, Pillsbury y sus cinco plantas en las orillas del río Misisipi fueron comprados por una empresa británica. La compañía también intentó adquirir y fusionarse con la compañía Washburn Crosby (un precursor de General Mills), pero la fuerte rivalidad impidió que la fusión sucediese en ese momento.
En 1923, la familia volvió a adquirir la Pillsbury-Washburn Mills Company, Ltd., que posteriormente se incorporó en 1935 como The Pillsbury Flour Mills Company.
Sólo siete productos que se utilizan el nombre de Pillsbury en 1950, pero la empresa comenzó a agregar a su línea de productos. [3] La década de 1950 trajo la adquisición de la compañía Ballard & Ballard y el inicio de los envases inmediatos masa de galletas. Más tarde, las adquisiciones incluyen restaurantes como Burger King, Steak & Ale, Bennigans, Godfathers Pizza, Häagen Dazs y Quik Wok, además de populares marcas de alimentos comestibles tienda, como Gigante Verde (Green Giant).

### Década de 1960
En la década de 1960, Pillsbury añadió 10 dulces hechos con ciclamato, que se convirtió en el edulcorante artificial más popular. En 1964, Pillsbury introdujo Sweet * 10, una mezcla divertida de cara graciosas con los nombres de Goofy Grape, Raspberry 'Tootin Rootin, Steckle Strawberry, Alto boca de cal, Chinesse Cherry (después de Choo-Choo Cherry), y el Indian Orange (más tarde Jolly Olly Orange). Luego salió Lefty Lemon seguido en 1965, junto con otros sabores. Cuando se prohibió el ciclamato, Sweet * 10 y Una cara con ángel tenía que ser descartados, resultando en una pérdida de $ 4,5 millones. Ambos productos se volvieron a introducir después de esos cambios, y las bebidas azucaradas y se puso a disposición sin azúcar.
Otra mezcla de la bebida introducida en la década de 1960 fue Moo Juice, un polvo con sabor combinado con leche en una coctelera para producir una leche malteada. Su anuncio de televisión aparece una animación habla de la mascota de la cabeza producto de dibujos animados de vaca. Esto fue expresado por el Frank Fontaine, que conocía en ese momento como Crazy Guggenheim de The Jackie Gleason Show en los sketches de "Joe el camarero". Juice Moo fue de corta duración, ya que sus batidos tienden a ser delgados en comparación con productos similares, como Frosted Borden y Birds Eye es grueso y frío.
En esa década, Pillsbury también creó Sticks de comida espacial para capitalizar la popularidad del programa espacial. Los bocaditos Sticks Space han sido desarrollados por Robert Muller, el inventor de las normas HACCP utilizada por la industria alimentaria para asegurar la seguridad alimentaria.
Pillsbury adquirió Burger King en 1967.

### Década de 1980 y después
En 1989, la empresa británica Grand Metropolitan (más tarde Diageo) compró el fabricante de alimentos, y durante este periodo la propiedad de la compañía se deshizo de todas las instalaciones de producción y distribución (contratación de estas funciones a otras empresas), lo que sí simplemente una entidad de comercialización para sus propios marcas (Pillsbury, Green Giant, Old El Paso, Totino, etc).
En 2001, Pillsbury se fusionó con su antiguo rival, General Mills. Sin embargo, la división de productos de panadería fue vendida a International Multifoods Corporation, que posteriormente fue adquirida por Smucker. Pillsbury vendió todas las marcas de restaurantes y cerró el negocio por completo a finales de 1990.

## Logros importantes
Pillsbury, una vez afirmó que el molino de grano más grande del mundo es el Molino Pillsbury "A" de San Antonio con vistas a caídas en el río Mississippi en Minneapolis. El edificio tenía dos de los más poderosos de transmisiones directas hidráulicas jamás construido, cada uno de extinción de 1.200 caballos de fuerza (900 kW).
Ahora hay planes para convertirlo en un edificio de apartamentos de estilo loft. El Grupo Cunningham tiene planes para convertir seis edificios históricos para un proyecto de uso mixto que varía desde 6 a 27 pisos de altura. El proyecto incluirá 895 unidades de vivienda y 175,000 pies cuadrados (16.300 m²) de espacio comercial, incluyendo el Molino Pillsbury "A".

## Influencias culturales
- El personaje Stay Puft Marshmallow Man (Hombre de Malvavisco) en la película Ghostbusters se inspira en el Pillsbury Doughboy.

## Caso Pillsbury, Inc vs My Dough Girl, LLC
En mayo de 2010, abogados de Pillsbury enviaron una casa de cease and desist a mi niña la masa, Llc. de Salt Lake City, Utah, minorista de galletas con una fábrica ubicada en 770 S. 300 West en Salt Lake City, Utah. Algunos informes indican que el general abogado Mills dijo Tami Cromar, el dueño de la tienda, para no hablar con la prensa. Un movimiento ha sido iniciado por los aficionados locales de la marca, incluyendo un grupo en Facebook iniciado por el  blogger sobre alimentos Josué Shimizu. El grupo recibió el apoyo de unos pocos cientos de fanes en el verano de 2010 y podría generar un efecto Streisand.